# カタルーニャ・オベルタ大学
カタルーニャ・オベルタ大学（カタルーニャ語: Universitat Oberta de Catalunya: IPA: [uniβəɾsiˈtat uˈβɛɾtə ðə kətəˈluɲə]）は、スペイン・カタルーニャ州バルセロナ県バルセロナに本部を置く私立大学（通信制大学）。カタルーニャ・オープン大学とも呼ばれる。略称はUOC。ビベス大学ネットワーク、カタルーニャ公立大学協会、ヨーロッパ大学協会などに加盟している。オンライン大学でありながら、タイムズ・ハイアー・エデュケーションの世界大学ランキング（社会科学）においてスペイン第4位に入る研究機関の側面がある。

## 学部

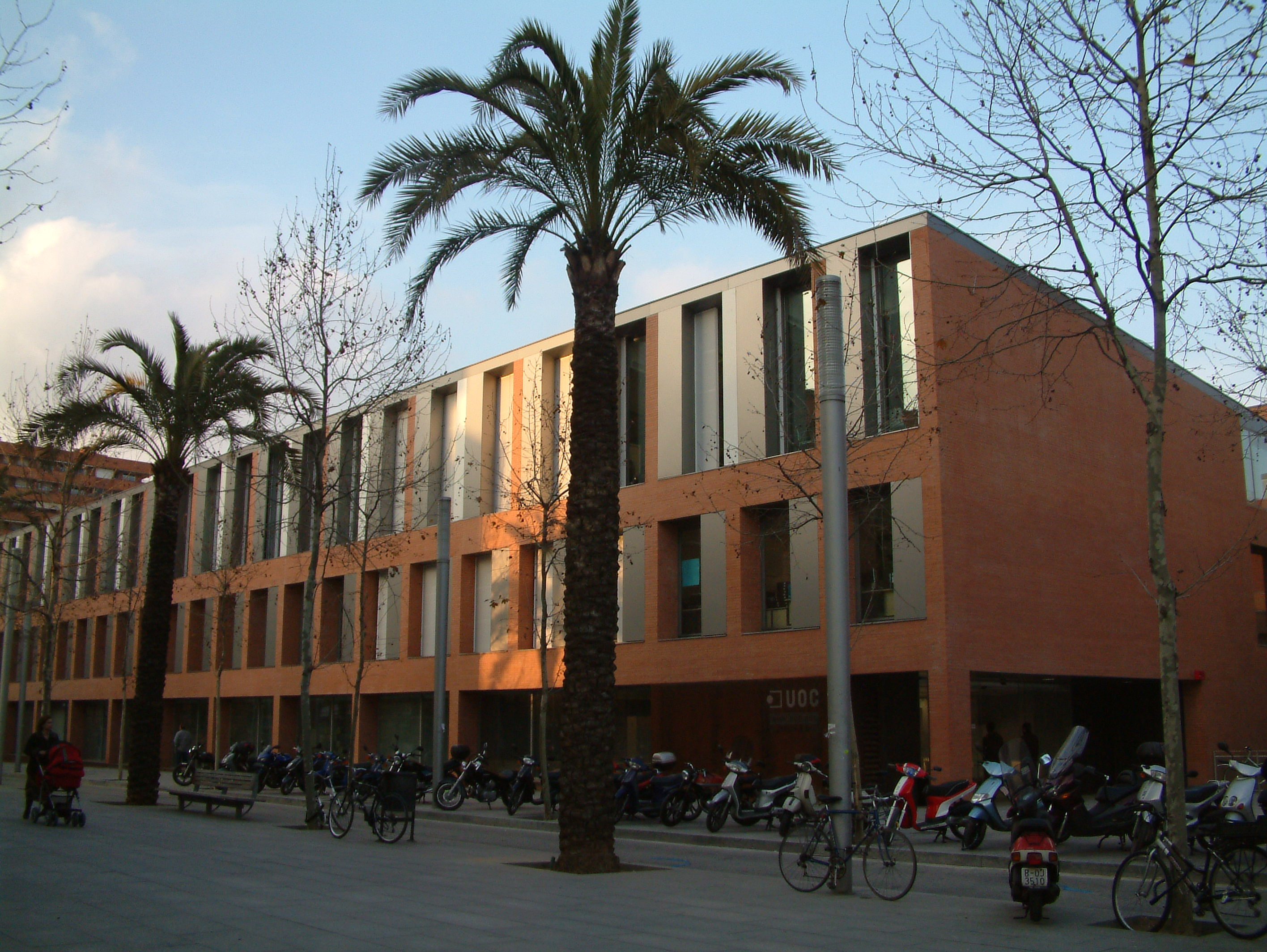
大学本部

カタルーニャ・オベルタ大学は以下の学部・大学院を有する。
- 芸術学・人文学部
- 経済学・経営学部
- 健康科学部
- 情報コミュニケーション学部
- 工学部
- 法学・政治学部
- 心理学・教育学部

マニュエル・カステルといった著名教授が在籍。博士課程を持ち、法制度学・政治学・社会学など社会科学分野で、スペイン第4位に位置する大学院大学という側面がある。修士課程において、バルセロナ自治大学、バルセロナ国際関係研究所（IBEI）などとの合同大学院コースもある。
オンライン大学でありながら、マドリード自治大学、マドリード大学などを差し置いて、世界全体で250-300位圏内に入る。位置は東北大学、九州大学、慶応義塾大学、大阪大学等より高い。
電子図書館で数万冊のPDF形式の学術書が自由に閲覧できることに加え、学術雑誌、データベースへのアクセスが付与をされる。
大学本部キャンパスは、マイクロソフト、SAPなどグローバルIT企業が集積する再開発エリアの22@の合同庁舎に隣接し、日本企業のNTTデータ現地オフィスもある。